# بردی مدونا (تابلو نقاشی)

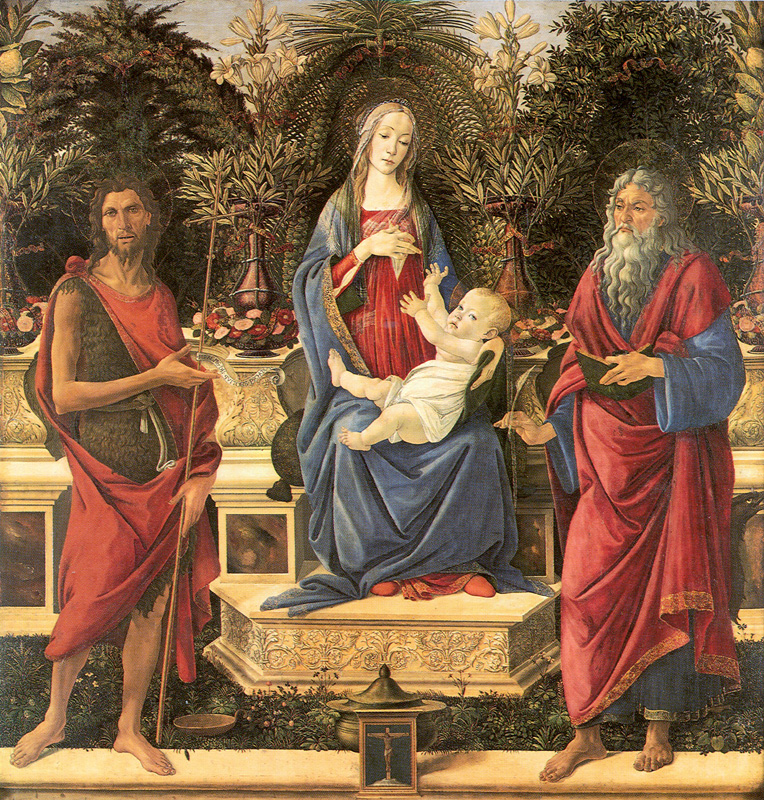
بردی مدونا - ساندرو بوتیچلی - ۱۴۸۰ میلادی

بردی مدونا یا مدونا (مریم مقدس) و کودک به همراه یحیای تعمید دهنده و یوحنا ، اثر ساندرو بوتیچلی به تکنیک چسب رنگ روی پنل، یک نقاشی متعلق به قرن پانزدهم است که اکنون در گالری نقاشی برلین قرار دارد. نام این تابلو برگرفته از نام بانکدار ثروتمند فلورانسی، آگنولو بردی، است که آن را برای کلیسای کوچک خانوادگی خود، کلیسای سانتو اسپیریتو، در فلورانس سفارش داده‌است. این اثر در اواخر سال ۱۴۸۵ تکمیل شده‌است.
در این تابلو می‌توان چندین ویژگی نمادین را برشمرد. از جمله وجود «باغ محصور» یا Hortus Conclusus در پشت سر مریم که در اشعار قرون وسطی و رنسانس به نشان باکره گی وی به کار برده می‌شده‌است. یا نیلوفرهای سفیدی که نماد پاکی و بیگناهی هستند. همچنین گل‌های قرمز در گلدان نیز به مصائب مسیح و کشته شدن یحیای تعمید دهنده و یوحنا اشاره داشته و درختچه‌های زیتون نیز به رمز و راز تجسم اشاره دارند. تصویر زاهدانه از مریم در این نقاشی، تأثیر ساونارولا را بر هنرمند نشان می‌دهد.